# 天見地区

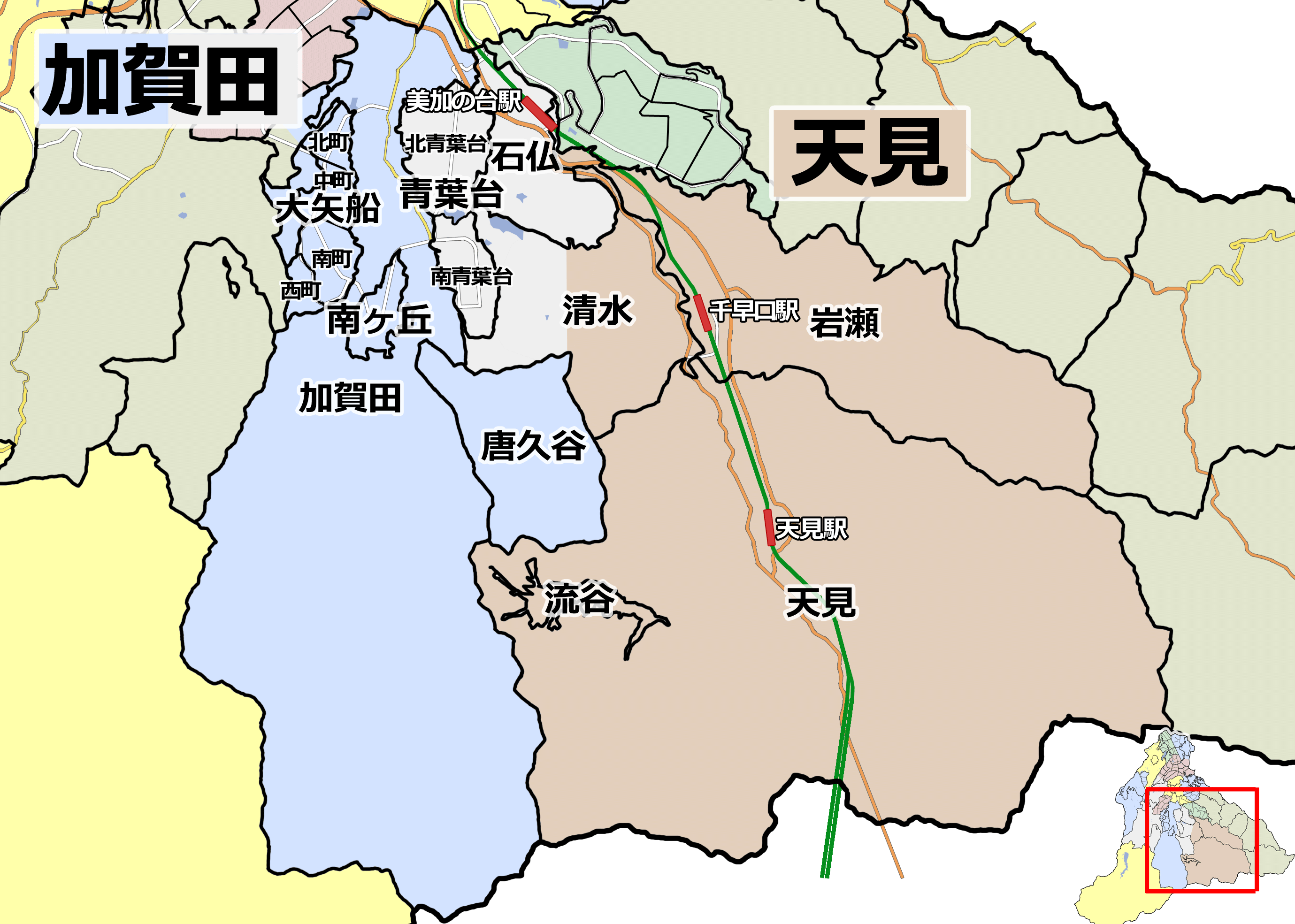
天見地区の地図 (東側、赤色部分)

天見地区（あまみちく）は、大阪府河内長野市内の一地域。河内長野市の南部に位置し、河内長野市の前身である南河内郡天見村（あまみむら）の地域である。

## 歴史

### 天見村時代
- 1889年（明治22年）4月1日 - 町村制施行により天見村、岩瀬村、清水村、流谷村の区域をもって天見村が成立。村役場は現在の河内長野市立天見小学校に存在した。
- 1915年（大正4年）3月11日 - 高野登山鉄道の三日市町駅 - 橋本駅間が開通、千早口駅と天見駅が設置される。
- 1954年（昭和29年）4月1日 - 長野町、加賀田村、川上村、高向村、三日市村と新設合併し、河内長野市の一地域となる。

### 河内長野市制施行以降
- 1969年（昭和44年）3月 - 国道170号（現・国道371号）の紀見トンネルが開通する。
- 2000年（平成12年） - 河内長野市立天見小学校が特認校になり、同市内全域から通学が可能になる。
- 2003年（平成15年）3月 - に国道371号（石仏バイパス）の1工区が開通する[1]。
- 2018年（平成30年）9月29日 - に国道371号（石仏バイパス）の2工区が開通する[2]。

## 地理
河内長野市の南部に位置し、和歌山県との県境に紀見峠がある。当地域の真ん中を天見川、岩瀬地区を岩瀬川が流れ、川沿いに集落がある。また、天見川沿いに国道371号が通っている。
当地域は河内長野市の他の地域と違い、高度経済成長後も宅地開発事業が行われなかったため、古くからの集落の風情を多く残している。

### 山・峠
- 旗尾岳
- 紀見峠

### 河川
- 天見川
- 岩瀬川

## 地域

### 天見

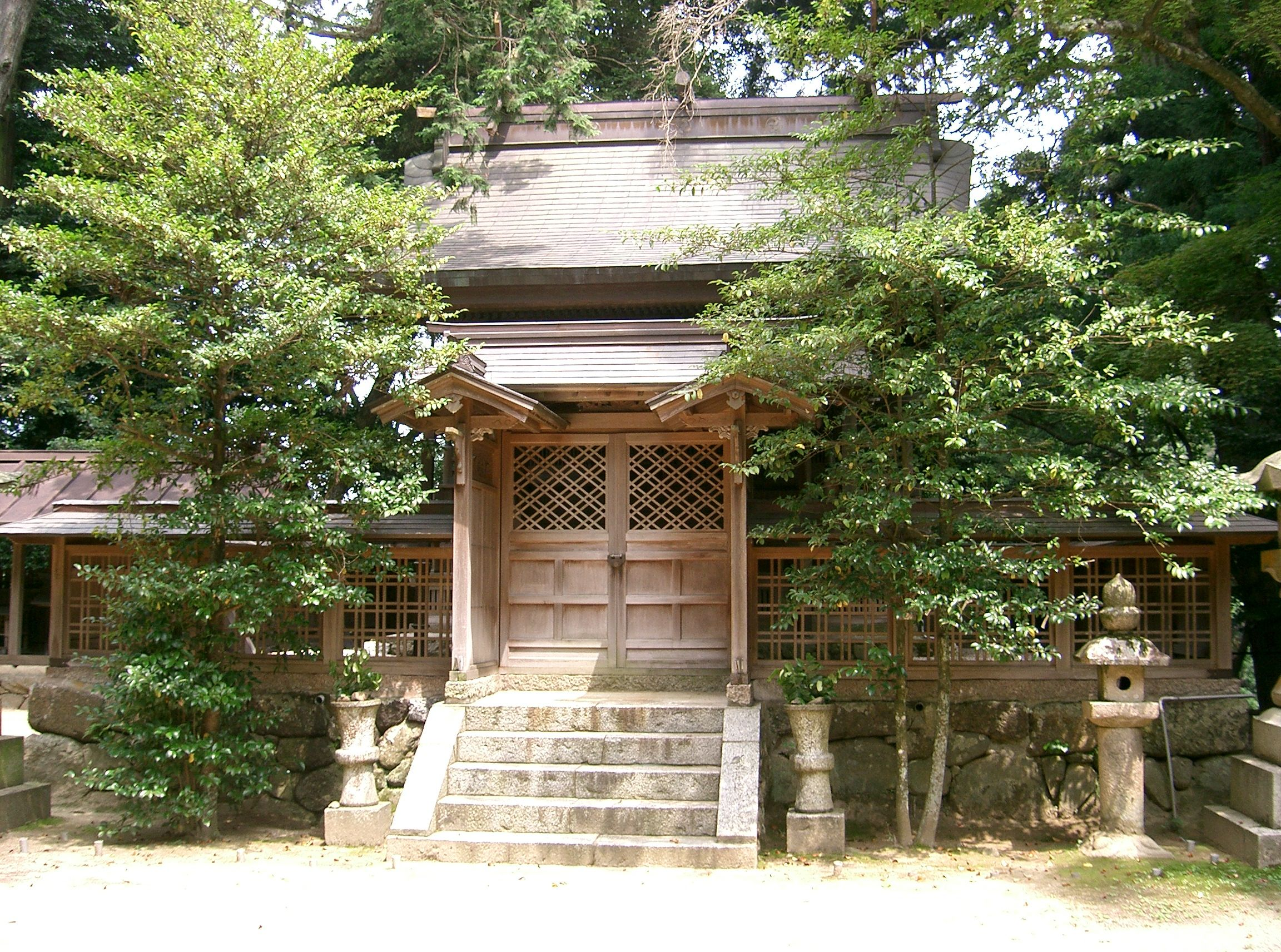
蟹井神社

町村制施行以前の天見村にあたり、当地域南部の中心となっている。北から下天見、出合、島ノ谷、上天見といった地区がある。地名の由来は古代の余戸の転訛の説があり、南北朝期には「安満見」とも書いた。天見温泉として南天苑という旅館が天見駅近辺にある。地域を国道371号が縦貫し、北部は天見川の谷あいを中心に田畑や家屋が続き、南部は府県境の紀見峠をはじめとした金剛・葛城山系の山間地帯となっている。
主な施設、旧跡など
- 天見駅（南海高野線）
- 天見温泉
- 八幡神社
- 蟹井神社
- 河内長野警察署天見駐在所
- 河内長野市立天見小学校
- 関西電力金剛変電所
- ダイヤモンドトレール
- 天見不動（葛城第十七番経塚）
- 旗尾城跡（旗尾岳）

### 岩瀬
読みは「いわぜ」。町村制施行以前の岩瀬村にあたり、千早口駅周辺の線路沿いに集落があり、当地域北部の中心部になっている。かつての村区分である上岩瀬と下岩瀬の地区に分かれている。西側の天見川沿いの駅周辺は家屋や田畑が広がり、東側は山間地で谷あいの広域農道沿いに耕作地が続き、東端は鳩原へ続く。観心寺七郷のひとつで南北朝期から文献に残る。
主な施設、旧跡など
- 千早口駅（南海高野線）
- 薬師寺
- 天見公民館
- 御所の辻 地蔵尊
- 岩瀬経塚山（葛城第十八番経塚）

### 清水
読みは「しみず」。地名の由来は高野街道わきに清水井があったことによるといわれる。町村制施行以前の清水村にあたり、国道371号沿いに集落が形成されている。惣代（惣城）と呼ばれる集落は石仏地区と地形的につながっており、正徳元年に石仏村のため池を作るなど関わりが深い。そのほかは天見川をはさんで向かいの岩瀬地域と生活圏を構成しており、国道371号から千早口駅にかけて集落や田畑が広がる。広域農道で西は唐久谷方面、東は岩瀬方面につながる。
主な施設、旧跡など
- 地蔵寺
- 清水神社
- 惣代棚田
- 左近城跡

### 流谷
読みは「ながれだに」。かつては灑谷とも書いた。町村制施行以前の流谷村にあたり、国道371号の出合ノ辻交差点から西へ約1kmの地点に位置し、流谷川沿いの谷あいに付近一帯に集落が形成されている。葛城二十八宿修験の第十六番経塚として歴史があり、現在の経塚は1978年に再興され、川から引き上げた不動明王を祠に祀っている。林道流谷線で加賀田地区方面へ通じている。かつては流谷八幡神社付近も流谷地区であったが、寛永年間に下流谷村として分離し、のちに下天見村へと改称して天見村の分村となった。その当時の流谷地区は上流谷村と呼称していた。
主な施設、旧跡など
- 流谷金剛童子（葛城第十六番経塚）
- 流谷薬師堂（流谷集会所）
  - 石造十三仏

## 交通

### 鉄道
- 南海電気鉄道
  - 南海高野線：千早口駅 - 天見駅

### 道路
- 国道371号（大阪橋本道路）
  - 紀見トンネル